# Scaphochlamys tekamensis
Scaphochlamys tekamensis là một loài thực vật có hoa trong họ Gừng. Loài này được Chong Keat Lim miêu tả khoa học đầu tiên năm 2017.

## Mẫu định danh
Mẫu định danh: C.K.Lim L13532; thu thập ngày 28 tháng 6 năm 2016 ở Khu bảo tồn rừng Tekam, huyện Jerantut, bang Pahang, Malaysia. Holotype lưu giữ tại Phòng mẫu cây Đại học Quốc gia Malaysia ở Bandar Baru Bangi, huyện Hulu Langat, Selangor (UKMB), isotype lưu giữ tại Phòng mẫu cây Malaysia Penang Suriana (MPSU).

## Từ nguyên
Tính từ định danh tekamensis lấy theo địa danh Tekam.

## Phân bố
Loài này có tại Khu bảo tồn rừng Tekam, huyện Jerantut, bang Pahang, Malaysia bán đảo.